# A Week at the Warehouse
A Week at the Warehouse er det tredje soloalbum af den canadiske sanger og musiker Alan Doyle. Det blev udgivet den 13. oktober 2017.

## Track listing
| 1.    | "Come Out with Me"              | 4:12 |
| 2.    | "Summer Summer Night"           | 3:28 |
| 3.    | "Fall"                          | 4:13 |
| 4.    | "Now or Never"                  | 3:56 |
| 5.    | "Ready to Go"                   | 3:32 |
| 6.    | "Somewhere in a Song"           | 3:58 |
| 7.    | "Bully Boys"                    | 3:19 |
| 8.    | "Forever Light Will Shine"      | 4:23 |
| 9.    | "Close to the Sun"              | 3:05 |
| 10.   | "I'll Be Yours, You'll Be Mine" | 3:52 |
| 11.   | "Beautiful to Me"               | 3:58 |
| 41:56 |                                 |      |

## Hitlister
| Hitliste (2017)                | Højeste placering |
| ------------------------------ | ----------------- |
| Canadiske Albummer (Billboard) | 26                |